# Космическа медицина
Космическата медицина се занимава с изследването на човешкото здраве в условията на космическото пространство.
Основна нейна задача е провеждането на научни опити, свързани с поведението на космонавтите в състояние на безтегловност. Потвърдено е опитно, че процесите, които протичат в състояние на безтегловност значително се отличават от тези, които се извършват на Земята.
Днес по света добре оборудвани лаборатории за провеждане и изследване на космическата медицина има в Русия, САЩ, Германия, Великобритания.